# Gustav von Velsen
Gustav Julius von Velsen (* 11. Dezember 1847 in Unna; † 13. September 1923 in Berlin-Zehlendorf) war ein preußischer Oberberghauptmann in Berlin.

## Leben
Seine Eltern waren der Pastor Engelbert von Velsen (1793–1868) und Wilhelmine Hueck (1809–1859), eine Tochter des Landgerichtsassessors Johann Adolf Hueck (1776–1809). Sein ältester Bruder war der Bergrat Wilhelm von Velsen (1828–1894). Bekannt wurden auch seine Neffen, der Oberbergrat Otto von Velsen (1869–1945) und der Regierungspräsident Friedrich von Velsen (1871–1953).
Velsen besuchte die Schule in Unna und das Evangelisch Stiftische Gymnasium Gütersloh, wo er 1866 auch die Reifeprüfung ablegte. Nach dem Studium in Tübingen und Berlin wurde er im Juli 1870 Bergeleve. Im Deutsch-Französischen Krieg wurde er als Soldat ausgezeichnet. Velsen wurde im Januar 1872 Bergreferendar und im Oktober 1873 Bergassessor. Er arbeitete bei der Berginspektion in Zabrze und der Oberberginspektion in Bonn. Anschließend bereiste er für längere Zeit Nordamerika, Indien, China und Japan. 1879 wurde er Bergwerksdirektor der „Königin-Luise-Grube“ in Zabrze, 1882 wurde er Bergrat.

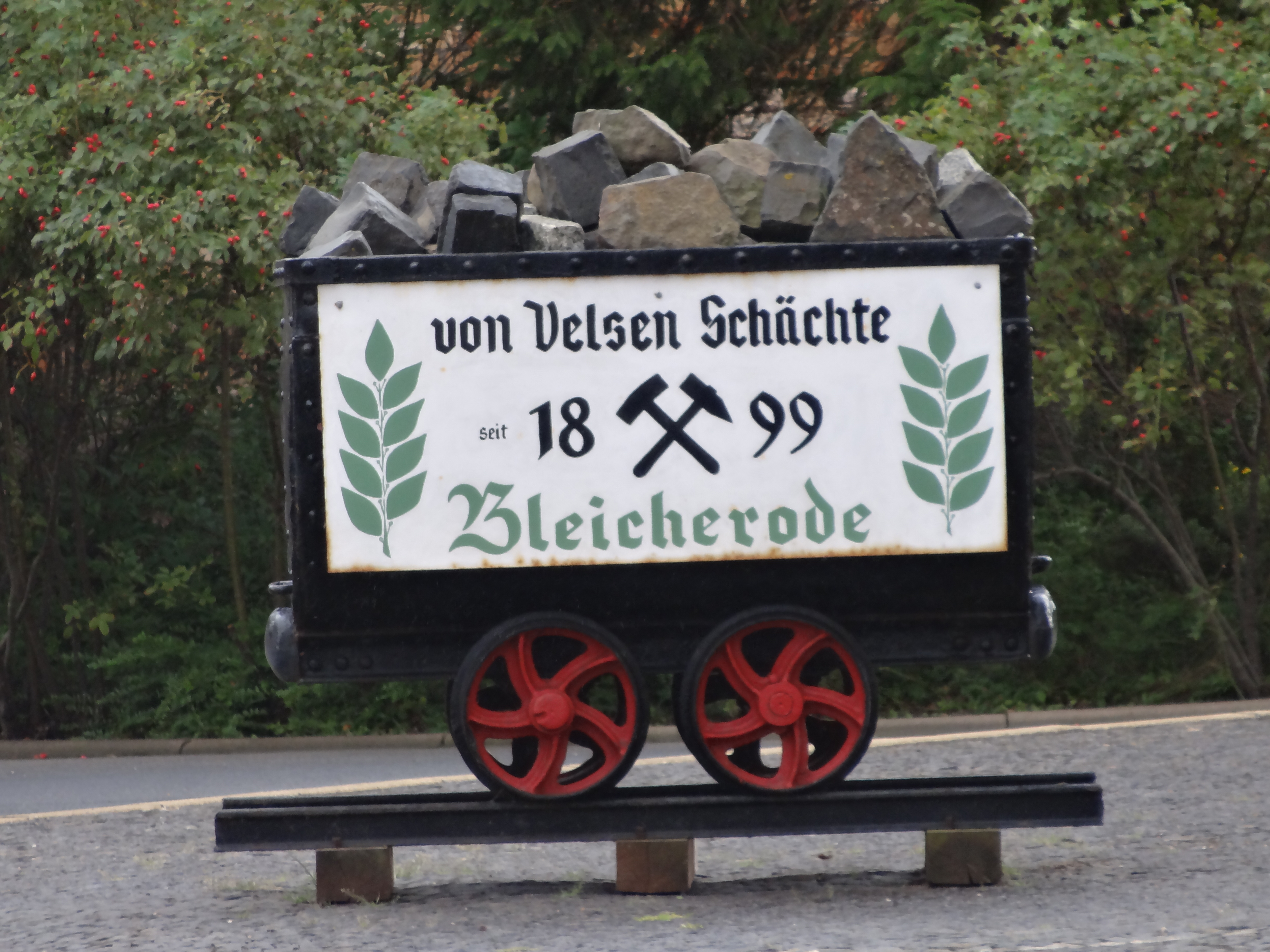
Bleicherode: von Velsen Schächte, seit 1899 (Foto: 2015)

Anschließend wurde Velsen 1891 Vorsitzender der Bergwerksdirektion in Saarbrücken und im folgenden Jahr Geheimer Bergrat. Er wechselte 1896 als Berghauptmann zum Direktor des Oberbergamts in Halle. Der Kalibergbau in Bleicherode wurde durch seine Initiative 1899 begründet, die „von Velsen Schächte“ erhielten daher seinen Namen.
1900 wurde er als Nachfolger von Theodor Freund (1830–1916) Oberberghauptmann und Ministerialdirektor in die Spitze der preußischen Bergverwaltung im Ministerium für Handel und Gewerbe berufen. Er veranlasste den Erwerb der Zeche Vereinigte Gladbeck, des Kaliwerks Vienenburg und weiterer Bergwerke im Ruhrgebiet für Preußen. Der Ankauf von erheblichen Teilen der Bergwerksgesellschaft Hibernia 1904 führte später zur „Hibernia-Affäre“. Ihm wurde 1910 der Titel Wirklicher Geheimer Rat verliehen und er ging 1917 in den Ruhestand.

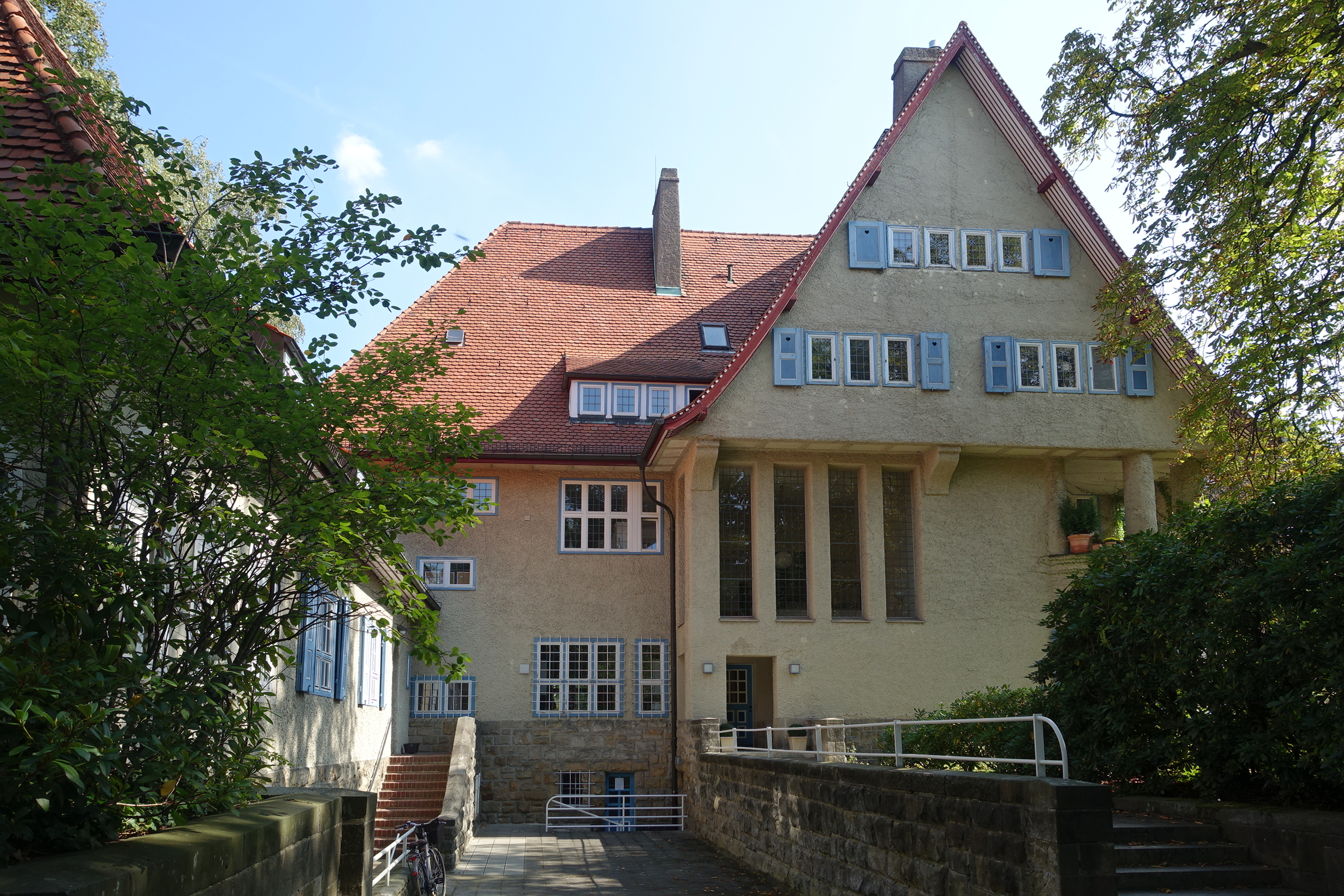
Wohnhaus in der Limastraße 29 (Foto: 2016)

Velsen ließ 1907 sein Wohnhaus in Berlin-Zehlendorf durch den Architekten Hermann Muthesius errichten. Nach dem frühen Tod seiner Ehefrau 1910 führte seine Tochter Dorothee den Haushalt.

## Nachkommen
Im Oktober 1880 heiratete Gustav von Velsen in Soest Anna Loerbroks (1856–1910), eine Tochter des Justizrats Otto Loerbroks (1824–1870). Ihr deutlich jüngerer Bruder Otto Loerbroks (1870–1941) wurde später Reichsgerichtsrat.
Das Ehepaar hatte drei Töchter:
- Elisabeth (1881–1966), sie heiratete 1904 den Forstrat Joachim von dem Borne (1871–1914), der in Lothringen fiel. Sein Vater war der preußische Kammerherr Max von dem Borne (1826–1894).
- Dorothee (1883–1970), Schriftstellerin
- Ruth (1892–1970), sie heiratete 1917 den Altphilologen Eduard Fraenkel (1888–1970). Die Familie emigrierte 1934 wegen seiner jüdischen Abstammung nach England.

## Ehrungen
Die Von-Velsen-Schächte in Knurów im schlesischen Kreis Rybnik wurden 1903 aufgrund Gustav von Velsens Initiative nach ihm Namen benannt. Auch
die Grube Velsen in Saarbrücken wurde 1907 nach ihm benannt.
In Bottrop wurde eine Straße nach Gustav von Velsen benannt.